# 238 km
238 km (ros. 238 км) – przystanek kolejowy w pobliżu miejscowości Nowaja Rudnia, w rejonie unieckim, w obwodzie briańskim, w Rosji. Położony jest na linii Orsza - Uniecza.